# El corb blanc
El corb blanc (títol original en anglès: The White Crow) és un film biogràfic dramàtic de 2018 escrit per David Hare i dirigit per Ralph Fiennes. Narra la vida i la carrera de dansa del ballarí de ballet Rudolf Nuréiev, que és interpretat per Oleg Ivenko.
Està inspirada en el llibre Rudolf Nureyev: The Life de Julie Kavanagh. El títol és una referència al renom que tenia quan era nen de corb blanc (amb un significat una mica similar a "ovella negra" en català), perquè no era corrent.
La fotografia principal va finalitzar l'octubre de 2017. Es va estrenar al Telluride Film Festival de 2018 i al BFI London Film Festival de 2018. També es va projectar al Festival Internacional de Cinema de Tòquio, Cinemania (Bulgària) i Febiofest (República Txeca). Ralph Fiennes va rebre el Premi de Consecució Especial per Contribució Artística Excepcional al Festival Internacional de Cinema de Tòquio; i el film, la nominació al Gran Premi de Tòquio. L'obra es va estrenar el 22 de març de 2019 al Regne Unit (StudioCanal) i el 26 d'abril de 2019 als Estats Units (Sony Pictures Classics). A Catalunya, la primera projecció es va realitzar al BCN Film Fest el 26 d'abril de 2019, i es va estrenar als cinemes el primer de maig de 2019.
La pel·lícula ha estat subtitulada en català amb la col·laboració del Departament de Cultura de la Generalitat de Catalunya i està disponible en VOSC a la plataforma Movistar+.

## Repartiment
- Oleg Ivenko com a Rudolf Nuréiev
- Adèle Exarchopoulos com a Clara Saint
- Chulpan Khamatova com a Xenia Jurgenson
- Ralph Fiennes com a Alexander Puixkin
- Aleksei Morózov com a Strizhevsky
- Anastasiya Meskova com a Alla Osipenko
- Dmitriy Karanevskiy com a Leonid
- Nadezhda Markina com a buròcrata
- Kseniya Ryabinkina com a Anna Udaltsova
- Raphaël Personnaz com a Pierre Lacotte
- Olivier Rabourdin com a Alexinsky
- Ravshana Kurkova as Farida Nuréieva
- Louis Hofmann com a Teja Kremke
- Serguei Polunin com a Iuri Soloviev
- Maksimilian Grigóriev com a Rudolf Nuréiev (8 anys)
- Zach Avery com a Michael Jones
- Yves Heck com a Jagaud-Lachaume

## Crítiques
- Crítica de Xavi Oltra a La República
- Crítica de Nando Salvà a El Periódico de Catalunya
- Crítica de Phil de Semlyen a Time Out Barcelona
- Crítica de Joan Salvany Arxivat 2020-09-22 a Wayback Machine. a El 9 Nou